# Rasmus Lauge Schmidt
Rasmus Lauge Schmidt (* 20. Juni 1991 in Randers) ist ein dänischer Handballspieler.

## Karriere

### Verein
Rasmus Lauge Schmidt spielte in der Jugend bei Bjerringbro HF. Ab 2009 lief er für Bjerringbro-Silkeborg in der ersten dänischen Liga auf, wo er 2011 und 2012 Vize-Meister wurde. 2013 wechselte der Rechtshänder zum deutschen Bundesligisten THW Kiel, mit dem er 2014 und 2015 die deutsche Meisterschaft gewann. Am 2. November 2013 zog sich der 1,96 Meter große Rückraumspieler bei einem Testspiel der Nationalmannschaft einen Anriss des hinteren Kreuzbandes des rechten Knies zu. Am 2. März 2014 erlitt er im Bundesligaspiel gegen die MT Melsungen einen Riss des vorderen Kreuzbandes im rechten Knie. Er feierte sein Comeback im Bundesliga-Spiel gegen den SC Magdeburg am 5. November 2014.
Zur Saison 2015/16 schloss er sich dem Lokalrivalen SG Flensburg-Handewitt an. Mit Flensburg gewann er 2018 und 2019 die deutsche Meisterschaft. Im Sommer 2019 wechselte er zum ungarischen Verein Telekom Veszprém. Mit dem Rekordmeister gewann er 2020 die SEHA-Liga und erreichte das Final Four in der EHF Champions League 2019/20, an dem er wegen eines ausgerechnet im Spiel gegen den THW knapp zwei Wochen zuvor erlittenen erneuten Risses des vorderen Kreuzbandes im rechten Knie nicht teilnehmen konnte. Noch vor seinem erneuten Comeback wurde im März 2021 seine Vertragsverlängerung bis 2024 bekannt gegeben. Im Sommer 2023 kehrte er zu Bjerringbro-Silkeborg zurück.

### Nationalmannschaft
Mit der dänischen Nationalmannschaft wurde Rasmus Lauge Schmidt bei den Weltmeisterschaften 2011 und 2013 Vize-Weltmeister, bei der dazwischen liegenden Europameisterschaft Europameister. Im Sommer 2012 nahm er an den Olympischen Spielen in London teil, den Olympiasieg der Dänen 2016 verpasste er auf Grund eines Meniskusrisses. Bei der Weltmeisterschaft 2019 wurde er Weltmeister. Mit 44 Toren in zehn Spielen war er neuntbester Werfer des Turniers und zweitbester Däne hinter dem Torschützenkönig Mikkel Hansen. Zusätzlich wurde er in das All-Star-Team gewählt. Bei der Europameisterschaft 2022 gewann er mit Dänemark die Bronzemedaille. Bei der Weltmeisterschaft 2023 wurde er mit dem dänischen Team Weltmeister und warf im Finalspiel gegen Frankreich 10 Tore bei 11 Versuchen. Beim Gewinn der Silbermedaille bei der Europameisterschaft 2024 kam er in allen neun Spielen zum Einsatz und warf 10 Tore. Bei den Olympischen Spielen 2024 in Paris gewann er die Goldmedaille. Bei der Weltmeisterschaft 2025 warf er 28 Tore in sechs Partien und wurde mit dem Team erneut Weltmeister.

## Bundesligastatistik
| Saison    | Verein                 | Liga          | Spiele | Tore | 7-Meter | Feldtore |
| 2013/14   | THW Kiel               | 1. Bundesliga | 18     | 18   | 0       | 18       |
| 2014/15   | THW Kiel               | 1. Bundesliga | 23     | 23   | 0       | 23       |
| 2015/16   | SG Flensburg-Handewitt | 1. Bundesliga | 26     | 95   | 0       | 95       |
| 2016/17   | SG Flensburg-Handewitt | 1. Bundesliga | 24     | 81   | 19      | 62       |
| 2017/18   | SG Flensburg-Handewitt | 1. Bundesliga | 34     | 179  | 25      | 154      |
| 2018/19   | SG Flensburg-Handewitt | 1. Bundesliga | 34     | 136  | 0       | 136      |
| 2013–2019 | gesamt                 | 1. Bundesliga | 159    | 532  | 44      | 488      |

Quelle: Spielerprofil bei der Handball-Bundesliga

## Erfolge
- mit Bjerringbro-Silkeborg
  - Dänischer Vize-Meister: 2011, 2012
- mit dem THW Kiel
  - Deutscher Meister: 2014, 2015
  - Supercup-Sieger: 2014
  - Finalist EHF Champions League: 2014
- mit der SG Flensburg-Handewitt
  - Deutscher Meister: 2018, 2019
- mit Telekom Veszprém
  - Gewinner der SEHA-Liga 2020, 2021 und 2022
  - ungarischer Meister 2023
  - ungarischer Pokalsieger 2021, 2022 und 2023

- mit der dänischen Nationalmannschaft
  - U-21-Vize-Weltmeister 2009
  - U-20-Europameister 2010
  - Weltmeisterschaft 2011: Silber
  - Europameisterschaft 2012: Europameister
  - Olympische Spiele 2012: 6. Platz
  - Weltmeisterschaft 2013: Silber
  - Weltmeisterschaft 2015: 5. Platz
  - Europameisterschaft 2016: 6. Platz
  - Europameisterschaft 2018: 4. Platz
  - Weltmeisterschaft 2019: Weltmeister, ins All-Star-Team gewählt
  - Europameisterschaft 2020: 13. Platz
  - Europameisterschaft 2022: Bronze
  - Weltmeisterschaft 2023: Weltmeister
  - Europameisterschaft 2024: Silber
  - Olympische Spiele 2024: Gold
  - Weltmeisterschaft 2025: Weltmeister

## Ehrungen
Nach einer Umfrage des Flensburg Journals im Juni 2016 wählten die Fans der SG Flensburg-Handewitt Lauge zum Spieler der Saison 2015/2016. In den Jahren 2017 und 2018 wurde er zu Dänemarks Handballer der Jahres gewählt. 2019 wurde er von Managern und Spielern der Bundesliga zum Spieler der Saison 2018/19 gewählt.